# Miguel Gómez del Campillo
Pedro Miguel Gómez del Campillo (Madrid, 29 de abril de 1875 – Madrid, 2 de mayo de 1962) fue un archivero y bibliotecario español, director del Archivo Histórico Nacional desde 1930 y académico de la Real Academia de la Historia desde 1945.

## Biografía
De familia de origen aragonés, nació en Madrid en 1875 y estudió Filosofía y Letras, doctorándose en ella.  Era buen latinista y muy pronto destacó de manera excepcional con la paleografía, por lo que orientó su vida profesional hacia la archivística. Es muy probable que viniera de familia ligada a este mundo de la archivística pues, en la Real Biblioteca, se hallan una cuarentena de libros de Toribio del Campillo y Casamor (1824-1900), tal vez pariente, que fue archivero y bibliotecario. En 1896 era técnico auxiliar del Cuerpo Civil de Hacienda, en Tarragona, y decide presentarse al Cuerpo Facultativo de Archiveros, Bibliotecarios y Arqueólogos del Estado, ganando plaza con 24 años y obteniendo el número uno en las oposiciones de 1899. Casó con Gloria Ruano de la Sota y era familia del escritor César González Ruano, que le cita en Mi medio siglo se confiesa a medias (1951).

### Trayectoria profesional hasta la Guerra Civil, 1899-1936
Tras obtener su plaza en el Cuerpo, es destinado en el Archivo Histórico Nacional, y, siendo secretario del mismo, accede como "escribiente temporero" a la Real Biblioteca con el beneplácito del entonces director, Juan Gualberto López-Valdemoro de Quesada, conde de las Navas. Ello se debía a la propuesta del conde para reforzar las labores de redacción y confección del Catálogo de la Real Biblioteca, cuyos dos primeros volúmenes aparecieron en 1910, según expresa el propio conde en el expediente que de Campillo se conserva en el Archivo General de Palacio. El uno de diciembre de 1918 se le nombra "oficial temporero" y el 12 de mayo de 1920 ya es bibliotecario segundo, tras jurar "servir bien y fielmente a S.M. Alfonso XIII", adjudicándosele un salario anual de 3.000 pesetas. Estuvo así vinculado a la Real Casa, sirviendo en la Real Biblioteca, hasta el 15 de junio de 1931 en que fue cesado por la nueva ley de la II República que impedía compatibilizar servicio funcionarial al Estado con el de servidor de la ex-Real Casa. Desde el año anterior era director de Archivo Histórico Nacional, por real decreto de 19 de septiembre de 1930. 
Además de colaborar en los dos primeros volúmenes del Catálogo de la Real Biblioteca (1910), se ocupó en ella del de Lenguas de América, aparecido en 1928, y que recoge ocho de los vocabularios manuscritos existentes de la colección de José Celestino Mutis, siendo más amplia dicha colección, por lo que sale a la luz como "Tomo I". Es prácticamente su última contribución como bibliotecario de la Real Biblioteca.
También fue jefe de la sección de Estado del Archivo Histórico Nacional desde antes, años en los que logró incorporar a la misma gran cantidad de documentación proveniente de otras entidades e instituciones. Sucedió en la dirección del Archivo Histórico Nacional al muy efímero y querido por él Manuel Magallón y Cabrera, al que dedicó un opúsculo entonces. En 1935 ocupaba Campillo el tercer puesto en el escalafón del Cuerpo. Fue inspector general de Archivos desde antes de la Guerra Civil y miembro de la junta facultativa del Cuerpo. 

### Trayectoria profesional tras la Guerra Civil, 1939-1962
Le sorprende el 18 de julio de 1936 en Santander, zona republicana, y, tras ser detenido y preso, estuvo a punto de ser fusilado, salvando la vida finalmente. Pudo pasarse al otro bando contendiente y llegó a Burgos. El 9 de septiembre de 1936 es cesado por ello de su cargo en la España republicana. Al acabar la Guerra, el llamado Nuevo Estado ve inexcusable la total lealtad al régimen de sus servidores públicos y, el 24 de julio de 1939, se le designa juez-instructor para la elaboración de los expedientes de depuración política, tanto de los facultativos como de los auxiliares y oficios ligados al Cuerpo (restauradores, encuadernadores, fotógrafos, etc.), salvo el personal administrativo y subalterno. Hasta marzo de 1942 se ocupó de esta actuación de recabar informes sobre personas pertenecientes al Cuerpo, informes que solicitaba a distintas instancias, desde jefes locales del Movimiento, a alcaldes, compañeros u otras personas. Con estos informes elaboraba los oficios pertinentes que iban a los expedientes que servían para depurar o no depurar, según los casos. Su superior era Miguel Artigas, a los que dirigió oficios desde el 1º de agosto de 1939 hasta el 26 de marzo de 1942 en que firmó el último.
Tras estos iniciales servicios al nuevo régimen fue reconocido como Comendador de la Orden de Alfonso X el Sabio, en 1945, y, ese mismo año, es elegido académico de número de la Real Academia de la Historia, tras ser propuesto por los académicos Antonio Ballesteros Beretta, Félix de Llanos y Torriglia y Francisco de Paula Álvarez-Ossorio. En diciembre leyó su discurso sobre El conde de Aranda en la embajada de Francia (1773-1787) y le contestó la medievalista Mercedes Gaibrois y Riaño. Esta materia de la Diplomacia, la historia de las embajadas y, en general, las relaciones internacionales a través del estudio de corpus docomentales, fue medular en sus investigaciones. Sobresalió su obra Relaciones diplomáticas entre España y los Estados Unidos del Norte de América en dos vols. (Madrid, CSIC, 1944-1946), elaborados antes de acabar la II Guerra Mundial y que preludiaban la futura especial relación entre ambas naciones, culminada con la visita a España de Dwight Eisenhower. En 1945/46 la Academia le encargó trabajos, también entre 1952 y 1962, y en 1949 se le nombró en la misma para formar parte de la "Comisión para la Publicación de Documentos Históricos Inéditos para la Historia de España"; antes ya formaba parte de las de Indias y del Memorial Histórico Español. A lo largo de los años fue publicando algunos artículos en el Boletín de la Real Academia de la Historia, en su línea de estudios sobre la Diplomacia En noviembre de 1961, poco antes de morir, recibió la Medalla al Mérito Académico. Su sillón lo ocupó, tras su fallecimiento, Pedro Laín Entralgo, que glosó preceptivamente su figura en su discurso de ingreso.
Siguió en el Archivo Histórico Nacional, que en 1952 se trasladó de las viejas instalaciones de Recoletos al nuevo y amplio edificio del complejo del Consejo Superior de Investigaciones Científicas, en la madrileña calle de Serrano. Tras jubilarse se le nombró director honorario del Archivo Histórico Nacional. Murió en Madrid, en mayo de 1962, a los 87 años.

## Obra
- Gómez del Campillo (Ed. lit.), Miguel (1928). Lenguas de América. Manuscritos de la Real Biblioteca. Tomo I. Patrimonio Nacional, Madrid.
- Gómez del Campillo, Miguel (1944-1946). Relaciones diplomáticas entre España y los Estados Unidos del Norte de América. 2 vols. CSIC, Madrid.
- Gómez del Campillo, Miguel (1945). El conde de Aranda en la embajada de Francia (1773-1787). Real Academia de la Historia, Madrid.
- Gómez del Campillo, Miguel (1946). El espía mayor y el conductor de embajadores. Editorial Maestre, Madrid.
- Gómez del Campillo, Miguel (1951). De cifras. Editorial Maestre, Madrid.
- Gómez del Campillo, Miguel (1956). Ricardo del Arco y Garay. Editorial Maestre, Madrid.
- Gómez del Campillo, Miguel (1960). Margarita de Austria, duquesa de Parma, Miguel Gómez del Campillo. separata del Boletín de la Real Academia Española, tomo CXLVI, cuaderno I (enero-marzo 1960).